# NGC 925
NGC 925 је спирална галаксија у сазвежђу Троугао која се налази на NGC листи објеката дубоког неба.
Деклинација објекта је + 33° 34' 44" а ректасцензија 2h 27m 16,8s. Привидна величина (магнитуда) објекта NGC 925 износи 9,9 а фотографска магнитуда 10,6. Налази се на удаљености од 8,854 милиона парсека од Сунца. NGC 925 је још познат и под ознакама UGC 1913, MCG 5-6-45, CGCG 504-85, IRAS 02243+3321, KARA 105, KUG 0224+333, PGC 9332.